# بريدجووتر مادونا
بريدجووتر مادونا هي لوحة دينية للرسام رافائيل ، يعود تاريخها إلى عام 1507. كانت في الأصل مرسومة بالزيت والخشب، ولكن تم نقلها لاحقًا إلى القماش، ويبلغ قياسها 81 × 55 سم. الصورة جزء من المجموعة الدائمة للمعرض الوطني الاسكتلندي في إدنبرة ، وهي مُعارة من مجموعة دوق ساذرلاند . 

## تاريخ
تم رسم الصورة من طرف رافائيل في فترة نضجه في فلورنسا . في القرن السابع عشر، تم الحصول عليها في فرنسا كجزء من مجموعة سينيلاي ، وأصبحت في النهاية ملكًا لدوق أورليانز ، في القصر الملكي في باريس . في عام 1792، تم شراء اللوحة مقابل 3000 جنيه إسترليني من قبل دوق بريدجووتر (لاحقًا إيرل إليسمير ). وظلت حتى عام 1945 في بيت بريدجووتر، ومنه أخذت اسمها. وهي مُعارة حاليًا إلى المعرض الوطني الاسكتلندي من مجموعة دوق ساذرلاند (فرع آخر من نفس العائلة الأرستقراطية).  

## أنظر أيضا
- قائمة لوحات رافائيل

## ملحوظات
1. ↑   https://www.nationalgalleries.org/art-and-artists/8675. اطلع عليه بتاريخ 2022-08-07. {{استشهاد ويب}}: |url= بحاجة لعنوان (مساعدة) والوسيط |title= غير موجود أو فارغ (من ويكي بيانات) (مساعدة)
2. ↑  Franzese 2008
3. ↑  Prince Albert 1832
4. ↑  Champlin 1886

## روابط خارجية
- National Galleries Scotland (2020). "Online catalogue of the National Galleries of Scotland". Nationalgalleries.org (بالإنجليزية). Archived from the original on 2023-11-17. Retrieved 2022-01-06.
- Prince Albert (1832). "The Virgin and Child ['The Bridgewater Madonna'], Engraving by Constant Louis Antione Lorichon". Royal Collection Trust. مؤرشف من الأصل في 2023-11-17. اطلع عليه بتاريخ 2022-01-06.
- St Oswald Collection (2010). "Madonna and Child, the Bridgewater Madonna, after Raphael". مؤسسة التراث القومي. Nostell Priory، غرب يوركشير. مؤرشف من الأصل في 2023-11-17. اطلع عليه بتاريخ 2022-01-06.